# Cleomenes chryseus
Cleomenes chryseus är en skalbaggsart som beskrevs av Charles Joseph Gahan 1906. Cleomenes chryseus ingår i släktet Cleomenes och familjen långhorningar.
Artens utbredningsområde är Burma. Inga underarter finns listade i Catalogue of Life.